# 波多野敬直

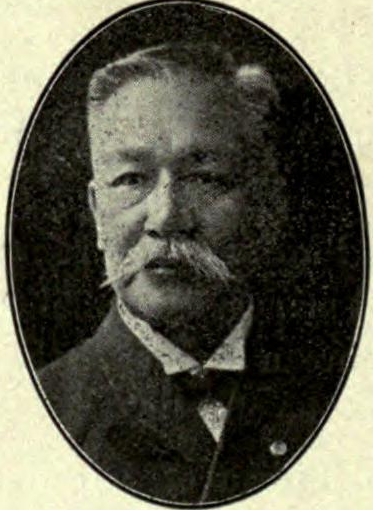
波多野敬直

波多野 敬直（はたの よしなお、1850年11月13日（嘉永3年10月10日） - 1922年（大正11年）8月29日）は、明治・大正時代の官僚・政治家。司法大臣・宮内大臣などを歴任した。位階・勲等・爵位は、正二位勲一等子爵。墓所は永平寺東京別院長谷寺。

## 生涯
1850年（嘉永3年）10月、肥前国小城郡牛津（現・佐賀県小城市）に小城藩士横尾（波多野）信倚の長男として生まれた。
小城藩校興譲館、熊本の木下塾、大学南校でドイツ語などに学び、1873年（明治6年）、江藤新平が司法卿を務めた司法省に出仕。十二等判事に任じられた。
1881年（明治14年）、広島始審裁判所長に就任。その後、司法省参事官、京都地方裁判所長、大審院判事、司法書記官、函館控訴院長、東京控訴院検事長、司法次官、司法総務長官などを歴任した。1903年（明治36年）、第1次桂内閣で司法大臣を務める。
1906年（明治39年）には貴族院議員（勅選議員）となった。1907年（明治40年）、日露戦争の功労として男爵を授けられ、華族に列した。
1911年（明治44年）には東宮大夫として宮内省に転じる。1912年（大正元年）に東宮侍従長を兼任。

### 宮内大臣
1914年（大正3年）4月9日に宮内大臣となったが、これは昭憲皇太后崩御の当日という極めて異例なものだった。これは前任の渡辺千秋宮内大臣の汚職が発覚したためであり、皇太后崩御発表（4月11日）前に宮内大臣を変える必要があったためであった。1917年（大正6年）には功によって子爵にのぼった。しかし宮中に強い影響力を持つ元老山縣有朋との関係は良くなく、波多野は山縣が無理を言ってきて困ったと回想し、山縣も波多野のもとでは「事務運ばず」と不満を述べている。1920年（大正9年）6月19日に波多野の辞職が発表され、新聞報道でも「寝耳に水」と驚きを持って迎えられた。山縣は5月15日に行われた皇族会議での失態を取り上げており、これは皇族の臣籍降下問題における、皇族からの反発を抑えることができなかったことを指している。この機に山縣は松方正義、西園寺公望ら他の元老とともに辞職を勧告、波多野もすぐにこれに応じた。山縣は辞職後に枢密顧問官とする方針を伝えたが、波多野は断っている。原敬は山縣が自派で宮中を独占するために波多野を辞職に追い込んだと見ている。久邇宮良子女王の色覚異常問題が表面化すると（宮中某重大事件）、山縣が皇太子妃を辞退させるために波多野を辞職に追い込んだという観測が見られるようになり、倉富勇三郎も原因の一つではないかと推測している。
1922年（大正11年）、73歳で死去。正二位勲一等旭日桐花大綬章が贈られた。

### 略年譜
- 1850年（嘉永3年）10月 - 肥前国に出生。
- 1873年（明治 6年）- 司法省出仕。
- 1891年（明治24年）- 大審院判事。
- 1900年（明治33年）- 司法省総務長官兼官房長
- 1903年（明治36年）- 司法大臣（第1次桂内閣）。
- 1906年（明治39年）1月7日[10] - 貴族院議員（在任：〜1911年6月7日[11]）。
- 1911年（明治44年）6月2日[12] - 東宮大夫。
- 1912年（大正元年）9月21日[13] - 東宮大夫兼東宮侍従長。
- 1914年（大正3年）4月9日 - 宮内大臣[14]
- 1922年（大正11年）8月29日 - 死去。

## 栄典
位階
- 1886年（明治19年）7月8日 - 従六位[15]
- 1891年（明治24年）12月23日 - 正六位[16]
- 1892年（明治25年）11月14日 - 従五位[17]
- 1896年（明治29年）11月20日 - 正五位[18]
- 1899年（明治32年）7月10日 - 従四位[19]
- 1903年（明治36年）9月30日 - 正四位[20]
- 1903年（明治36年）10月20日 - 従三位[21]
- 1914年（大正3年）5月11日 - 正三位[22]
- 1922年（大正11年）8月29日 - 正二位[23]

爵位
- 1907年（明治40年）9月21日 - 男爵[24]
- 1917年（大正6年）6月5日 - 子爵[25]

勲章等
| 受章年                     | 略綬 | 勲章名                   | 備考 |
| -------------------------- | ---- | ------------------------ | ---- |
| 1889年（明治22年）11月29日 |      | 大日本帝国憲法発布記念章 |      |
| 1889年（明治22年）12月27日 |      | 勲六等瑞宝章             |      |
| 1891年（明治24年）3月30日  |      | 単光旭日章               |      |
| 1893年（明治26年）12月28日 |      | 勲五等瑞宝章             |      |
| 1897年（明治30年）6月26日  |      | 勲四等瑞宝章             |      |
| 1899年（明治32年）12月27日 |      | 勲三等瑞宝章             |      |
| 1903年（明治36年）5月21日  |      | 金杯一組                 |      |
| 1904年（明治37年）6月28日  |      | 勲二等瑞宝章             |      |
| 1906年（明治39年）1月7日   |      | 貴族院議員章             |      |
| 1906年（明治39年）4月1日   |      | 勲一等瑞宝章             |      |
| 1915年（大正4年）11月10日  |      | 大礼記念章（大正）       |      |
| 1915年（大正4年）12月1日   |      | 旭日大綬章               |      |
| 1922年（大正11年）8月29日  |      | 旭日桐花大綬章           |      |

外国勲章佩用允許
| 受章年                    | 国籍         | 略綬 | 勲章名               | 備考 |
| ------------------------- | ------------ | ---- | -------------------- | ---- |
| 1916年（大正5年）1月17日  | ロシア帝国   |      | 白鷲勲章             |      |
| 1916年（大正5年）11月28日 | イギリス帝国 |      | ヴィクトリア第一勲章 |      |

## 系譜・家族
戦国大名であった丹波波多野氏の一族・波多野宗高（氷上波多野家）の末裔にあたるという。祖先は戦国末期に肥前の龍造寺氏・鍋島氏に仕え、小城鍋島家の家臣となって横尾を称していた。敬直は姓を波多野に復した。
家督は二男の波多野二郎が継いだ。二郎は海軍軍人（海軍大佐）で、のちに貴族院議員を務めた。三男の波多野敬三は実業家となった。
敬直の孫世代には、俳人の波多野爽波（敬三の長男、本名敬栄）、学習院長の波多野敬雄（敬三の四男）がいる。
小城町長や佐賀市長を務めた野口能毅は、敬直の実弟にあたる。
ほか、次女のアキは内務官僚の金森鍬太郎に嫁いだ。